# SOUNDTRACK 〜Beginning & The End〜
『SOUNDTRACK 〜Beginning & The End〜』は吉井和哉のLive CD。2018年6月13日に発売された。 

## 解説
2015年12月28日に行われたBeginning & The Endの日本武道館公演の音源+新曲「Island」が収録された全13曲

## 収録曲
1. MY FOOLISH HEART
2. シュレッダー
3. FLOWER
4. CALL ME
5. (Everybody is)Like a Starlight
6. 点描のしくみ
7. 恋の花
8. 血潮
9. HEARTS
10. TALI
11. トブヨウニ
12. ノーパン
13. Island

仮タイトルは「宗教画」。本人は吉井和哉詩集にて『僕は無宗教だが「神様」の存在は信じていて、最初は亡き父であり、祖母や先祖であり、親友(詳しくはこちら)であったりやがて今はもっと大きなものになっていった。(中略)はっきり言って言い過ぎだが、詩の中に「神」という言葉を使うと安心する。今は健在な母もいつか「神」に近づく日が来るし、もしかすると自分が先に近づいてしまうかもしれない。しかしその日が来るまでは、これからも崇高な神と日常のゴミのことを同時に歌いたいと思っている。』

## 当日のセットリスト
本アルバムに収録されている曲は太字で表記
1. 恋の花
2. PHOENIX
3. I WANT YOU I NEED YOU
4. 欲望
5. SIDE BY SIDE
6. CALL ME
7. BLOWN UP CHILDREN
8. 朝日楼（朝日の当たる家）
9. シュレッダー
10. TALI
11. 魔法使いジェニー
12. MUSIC
13. 点描のしくみ
14. (Everybody is)Like a Starlight
15. FLOWER
16. 雨雲
17. トブヨウニ
18. SWEET CANDY RAIN
19. BLACK COCK'S HORSE
20. ノーパン
21. HEARTS
22. FINAL COUNTDOWN
23. 血潮
24. MY FOOLISH HEART